# Oldřich Vlasák (zapaśnik)
Oldřich Vlasák (ur. 12 listopada 1949) – czechosłowacki zapaśnik walczący w stylu wolnym. Olimpijczyk z Monachium 1972, gdzie odpadł w eliminacjach turnieju w kategorii plus 100 kg
Szósty na mistrzostwach świata w 1973 i mistrzostwach Europy w 1980. Czterokrotny mistrz kraju, w latach 1971–1973 i 1975.
- Turniej w Monachium 1972

Przegrał z Gıyasettinem Yılmazem z Turcji i Wilfriedem Dietrichem z RFN.